# André-Jacques Garnerin

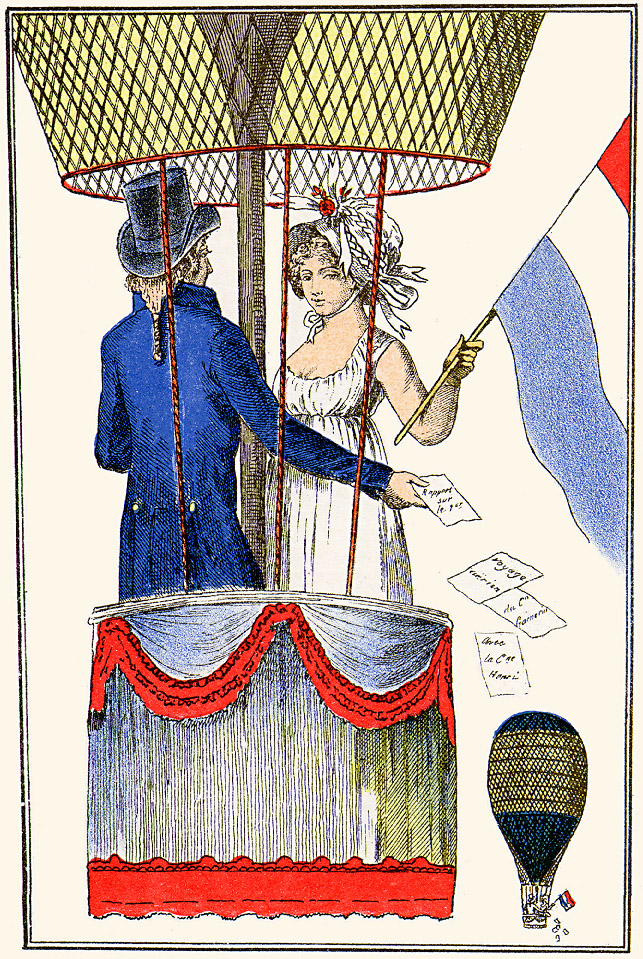
La cittadina Henri accompagna Garnerin in un volo altamente pubblicizzato e controverso l'8 luglio 1798.

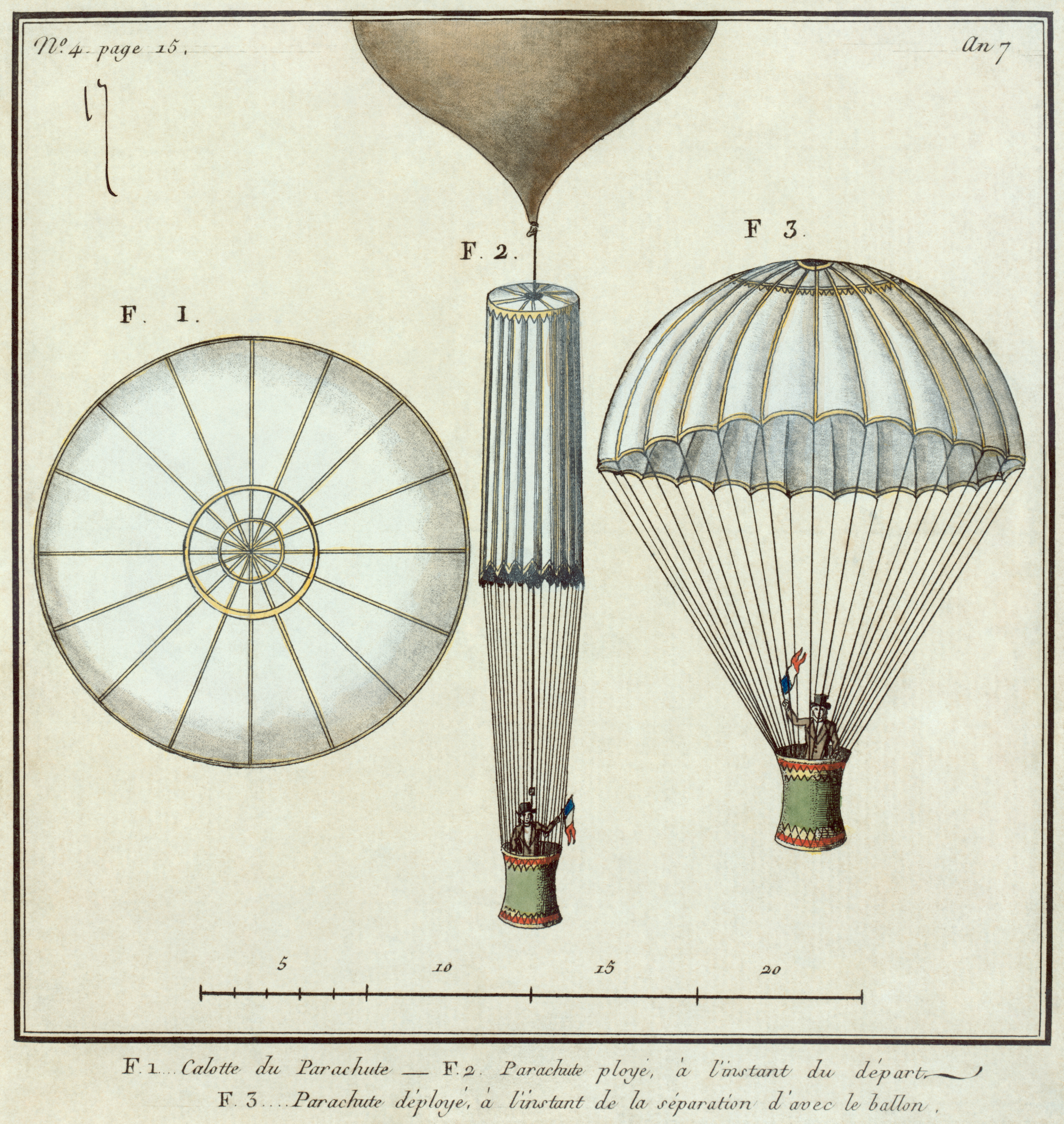
Raffigurazione schematica del primo paracadute di Garnerin usato nella discesa del Parc Monceau il 22 ottobre 1797. L'illustrazione risale agli inizi del XIX secolo.

André-Jacques Garnerin (Parigi, 31 gennaio 1769 – Parigi, 18 agosto 1823) è stato un inventore francese.

## Biografia
Fu catturato dalle truppe britanniche durante la prima fase delle Guerre Napoleoniche (1792–1797), ceduto agli Austriaci e fatto prigioniero di guerra in Buda in Ungheria per tre anni.

## Mongolfiere e paracadute

### Mongolfieristica
Garnerin, studente presso il professore Jacques Charles, pioniere della mongolfieristica, fu coinvolto nel volo con i palloni aerostatici, e lavorò insieme col proprio fratello Jean-Baptiste-Olivier Garnerin (1766–1849) nella maggior parte delle attività di aerostatica fino a che fu nominato Ufficiale dell'Aeronautica di Francia.
Garnerin effettuò regolarmente prove e dimostrazioni nel Parc Monceau a Parigi a partire dal 1797, ma queste sue attività divennero una cause célèbre quando egli nel 1798 annunciò che il suo successivo volo avrebbe incluso una donna come passeggero. Sebbene pubblico e stampa fossero favorevoli, egli fu costretto a comparire dinanzi agli ufficiali del Central Bureau di Polizia per giustificare il proprio progetto. Essi si preoccupavano degli effetti che la ridotta pressione atmosferica poteva avere sull'organismo del delicato corpo femminile e della eventuale perdita dei sensi e, in più, delle implicazioni morali di tanta stretta vicinanza fisica a lui nel corso del volo. Non soddisfatta delle spiegazioni di Garnerin, la polizia emanò un'ingiunzione contro di lui, vietando la salita a bordo che la giovane donna stava per intraprendere alla ventura senza alcuna idea delle possibili conseguenze. Dopo un'ulteriore consultazione con entrambi il Ministero degli Interni e il Ministero di Polizia, l'ingiunzione fu ribaltata sulla base del fatto che "Non era più scandaloso vedere due persone di sesso diverso ascendere con la mongolfiera di quanto lo sia vederli saltare dentro una carrozza”. Essi convennero anche sul punto che la decisione della donna evidenziava la sua confidenza con l'esperimento e un livello di personale intraprendenza.
Citoyenne Henri era già stata scelta, così quando fu rimosso il divieto Garnerin era pronto a procedere. Egli pubblicizzò l'ascesa su L'Ami des Lois (un giornale parigino pubblicato dal 1795–1798).
L'8 luglio 1798 un cospicuo numero di spettatori si ritrovò a Parc Monceau per assistere all'ascensione. Da tutti i racconti si sa che Citoyenne Henri era giovane e bellissima, e che lei e Garnerin compirono vari giri intorno al parco tra gli applausi della folla prima che ella fosse coadiuvata nella navicella della mongolfiera dall'astronomo Jérôme Lalande. La gita in mongolfiera trascorse senza incidenti e il viaggio si concluse a Goussainville circa a 30 chilometri a nord di Parigi.

### Paracadutismo
Garnerin cominciò gli esperimenti con i primi paracadute che consistevano di dispositivi a forma di ombrello e compì la prima discesa col paracadute (nella navicella) con un paracadute di seta il 22 ottobre 1797 a Parc Monceau, Parigi (I Brumaio, Anno VI del calendario Repubblicano). Il primo paracadute di Garnerin assomigliava ad un ombrello chiuso prima che egli discendesse, con un palo che scorreva per il centro e un nodo che passava attraverso un tubo nel palo, che lo collegava al pallone. Garnerin viaggiò in una navicella attaccata al fondo del paracadute e alla quota approssimativa di 3.000 piedi  (1.000 m), recise il nodo che collegava il suo paracadute al pallone. L'aerostato proseguì il volo mentre Garnerin, con navicella e paracadute, precipitava. La navicella ondeggiò violentemente durante la discesa e urtò nell'atterraggio, ma Garnerin rimase illeso. Il paracadute di tela biancaaveva la foggia di ombrello e approssimativamente 23 piedi di diametro (7 m).

## Il Tour in Inghilterra
André-Jacques conseguì il grado di Ufficiale dell'Aeronautica di Francia, e così insieme a sua moglie Jeanne Geneviève visitò l'Inghilterra nel 1802 quando era in corso la Pace di Amiens e la coppia completò vari voli dimostrativi. La sera del 21 settembre 1802, André-Jacques ascese col suo aerostato da Volunteer Ground in North Audley Street, Grosvenor Square eseguendo una discesa in paracadute sul campo vicino a St. Pancras. Tale impresa ha dato origine alla ballata popolare inglese:
Which increased his repute

And came safe to earth

In his grand Parachute.»
Accrescendo la sua reputazione

E arrivò salvo a terra

Nel suo gran Paracadute»
Egli compì la sua seconda ascensione inglese con Edward Hawke Locker il 5 luglio 1802 da Lord's Cricket Ground, viaggiando per 17 miglia (27,4 km) da lì fino a Chingford in circa 15 minuti appena portando una lettera di presentazione firmata dal Principe Reggente da consegnare ovunque egli fosse atterrato. Tuttavia, quando riprese la guerra tra Francia e Gran Bretagna, essi furono costretti a fare i bagagli e ritornare al continente dove, tra il 3 e il 4 ottobre 1803, egli coprì una distanza di 245 miglia (395 km) tra Parigi e Clausen, in Germania, con il suo aerostato.

## Famiglia
In numerose delle sue imprese di volo aerostatico Garnerin lavorò insieme a suo fratello Jean-Baptiste-Olivier Garnerin (1766–1849).

### Jeanne Garnerin
La sua alunna Jeanne Geneviève Labrosse, che più tardi sarebbe diventata sua moglie, fu sia mongolfierista sia la prima donna paracadutista. Il primo volo di Labrosse avvenne il 10 novembre 1798, diventando una delle primissime donne a volare in mongolfiera, e il 12 ottobre 1799 Labrosse fu la prima donna a paracadutarsi da un'altitudine di 900 metri.

### Elisa Garnerin
Sua nipote Elisa Garnerin, nata nel 1791, imparò a guidare aerostati all'età di 15 anni e compì 39 discese paracadutistiche professionali dal 1815 al 1836 in Italia, Spagna, Russia, Germania e Francia.

## La morte
Garnerin morì a Parigi il 18 agosto 1823 a causa di un incidente nel corso di una costruzione quando fu colpito da una trave proprio mentre realizzava una mongolfiera.